# Ignaberga landskommun
Ignaberga landskommun var en tidigare kommun i dåvarande Kristianstads län.

## Administrativ historik
Kommunen bildades i Ignaberga socken i Västra Göinge härad i Skåne när 1862 års kommunalförordningar trädde i kraft.
Vid kommunreformen 1952 uppgick kommunen i Stoby landskommun som 1971 uppgick i Hässleholms kommun.

## Politik

### Mandatfördelning i Ignaberga landskommun 1938-1946
| 14 | 1 |

| 15 |

| 6 | 9 |

| 15 |

| 7 | 8 |

| 15 |